# Catena di effetti
La catena di effetti in musica è la sequenza di effetti (detta anche cascata) che un segnale audio incontra tra la sorgente e l'amplificatore.
L'ordine con cui un segnale viene processato è molto importante, sia ai fini del risultato da ottenere, sia per la qualità e il timbro del segnale stesso.

## Catena di effetti per chitarra o basso elettrici

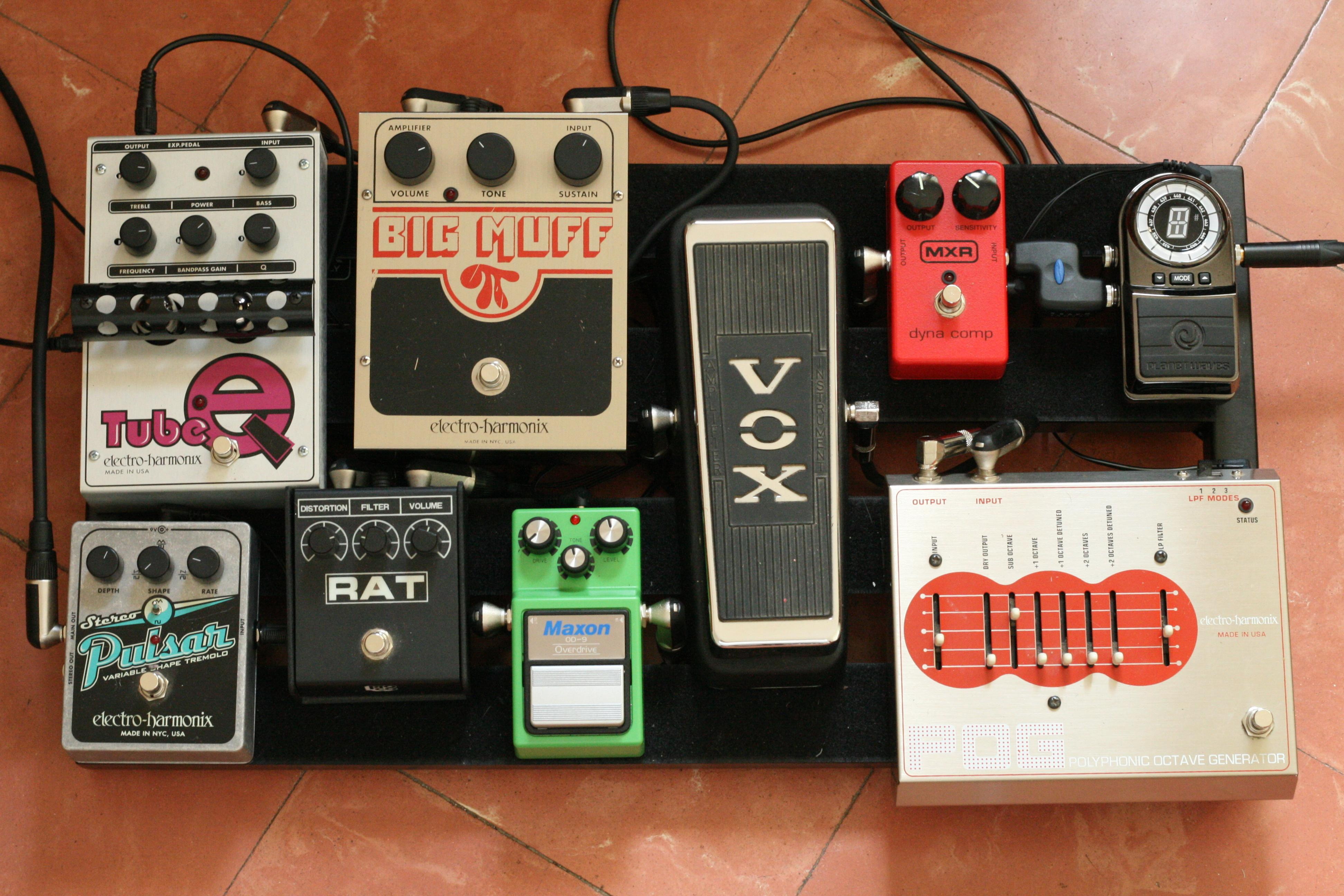
Una catena di effetti per chitarra

Una tipica catena di effetti per strumenti elettrici o elettronici è la seguente:
- Strumento (chitarra elettrica, basso o tastiera)
- Filtri: per avere il miglior effetto, il filtro deve agire sul segnale pulito
  - Equalizzatore, anche interno allo strumento, tipo scelta dei pick-up o controllo del tono
  - Phaser che pur essendo un effetto di modulazione fa eccezione nell'ordine della catena
  - Fuzz (è una distorsione con la caratteristica di lavorar meglio in questa posizione della catena)
  - Wah wah
- Compressore, in questa posizione comprime il suono prima delle distorsioni; può però anche essere messo dopo la sezione overdrive se si vuole comprimere il suono dopo che è stato distorto
- Booster, per aumentare ancora di più il livello del segnale, anche per il successivo stadio di distorsione; se si vuole aumentare semplicemente il volume occorre inserirlo a fine catena o immediatamente prima degli effetti ambiente
- Distorsore/overdrive
- Nuova equalizzazione, per riequilibrare il tono della chitarra, dopo la distorsione. È effettuata anche tramite i controlli dell'overdrive/distorsore
- Effetti di pitch shift:
  - Armonizzatore
  - Pitch shifter
  - Vibrato
- Effetti di modulazione
  - Chorus
  - Flanger
- Effetti di volume
  - Noise gate
  - Limitatore
  - Tremolo
  - Panning
  - Pedale volume, solitamente posto subito prima degli effetti di echo, per continuare l'eco o il riverbero anche dopo aver chiuso il volume. Posto dopo l'echo/riverbero, si riduce anche il volume dell'effetto, come su un impianto stereo; spesso lo si trova ad inizio catena facendo così la stessa funzione del volume della chitarra
- Effetti ambiente, in questa posizione hanno la maggior chiarezza, altrimenti il segnale copia verrebbe rielaborato dalla catena
  - Delay o Echo
  - Riverbero
- Pre amplificazione
- Ulteriore stadio di equalizzazione, solitamente tramite i controlli dell'amplificatore
- Finale di potenza

Tale catena non è da considerarsi obbligatoria, anzi, i suoni più caratteristici vengono ottenuti proprio sovvertendo l'ordine degli effetti. Ad esempio si possono spostare gli effetti di modulazione prima della distorsione, o il wah dopo la distorsione, ecc ecc

## Collegamenti tra effetti
Soprattutto in ambito chitarristico, si pone molto l'accento sul tipo di collegamento tra i vari effetti: contatti dorati, true bypass, cavi schermati... In realtà ciò che altera il tono (e non il timbro) del segnale è l'assorbimento dei toni alti dovuto all'impedenza complessiva della catena: maggiore è l'impedenza, maggiore sarà l'effetto filtro sulle frequenze alte. Per evitare questo si possono usare due strategie: 
1. Usare il minor numero di collegamenti e effetti tra chitarra e amplificatore
2. Rimediare all'assorbimento tramite equalizzazione o buffering

Dato che il primo metodo è quello utilizzato da Angus Young , non è certo da scartare. Per il secondo approccio, un buon compromesso tra le filosofie true bypass e buffered bypass è di usare i buffer all'inizio della catena e alla fine, usando true bypass per gli effetti. Ovviamente se il pedale bufferizzato è di qualità, il tono non risentirà, mentre con pedali economici sarà più difficile ottenere il tono desiderato. Da notare che i pickup attivi amplificano già il segnale, eliminando la necessità di un buffer all'inizio della catena.

### Tipi di catene

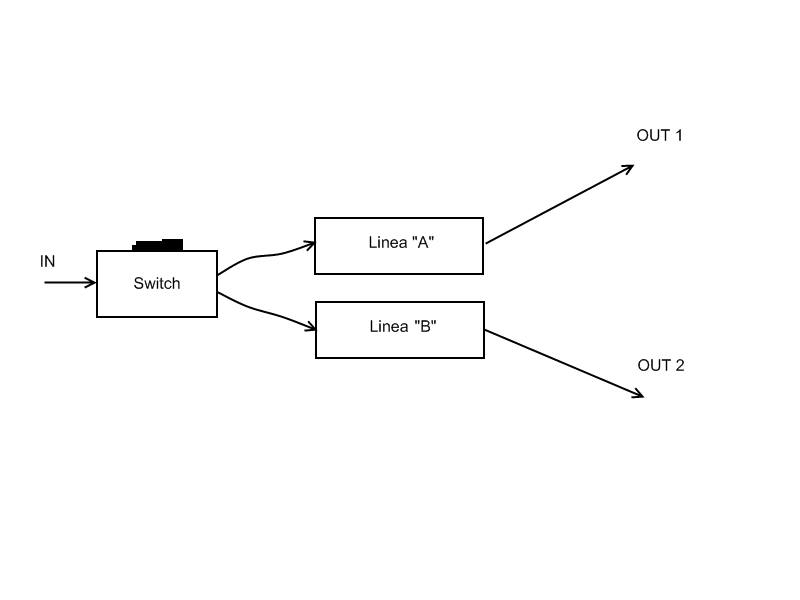
Esempio di switch tra due linee separate

Fondamentalmente esistono 2 tipi di collegamenti: 
1. Effetti in linea, ossia strumento → catena di effetti → amplificatore
2. Effetti in loop, ossia strumento → amplicatore ⇄ catena di effetti

La seconda soluzione implica solitamente l'utilizzo dei canali SEND e RETURN dell'amplificatore. Ovviamente tali soluzioni possono essere variamente combinate tra loro: ad esempio una pedaliera MIDI utilizza vari loop di effetti tra strumento e amplificazione.
Un ulteriore ampliamento consiste nell'utilizzo di footswitch per la selezione di varie catene di effetti: in figura sono utilizzate due linee indipendenti, con due uscite che restano separate. Usando un connettore ad Y, si possono riunire le uscite in un solo segnale. Una soluzione del genere permette di utilizzare effetti differenti per suoni differenti, ed è solitamente utilizzata dai chitarristi per ottenere una linea per il suono "pulito" e una linea per i suoni distorti, riducendo sia l'impedenza delle due catene, sia il rumore dovuto all'alto gain nel canale pulito. Inoltre usando un'equalizzazione differente per ogni canale, si può avere un pulito cristallino e un distorto con bassi molto pronunciati.